# 山内首藤経俊
山内首藤 経俊（やまのうちすどう つねとし）は、平安時代末期から鎌倉時代初期にかけての武将・御家人。相模国鎌倉郡山内荘を領した。

## 生涯
保延3年（1137年）、藤原秀郷の流れを汲む刑部丞俊通の子として誕生。母は源頼朝の乳母・山内尼。
平治の乱は病のため参陣せず、源義朝に従って戦った父・俊通と兄・俊綱が戦死し、次兄の俊秀が出家すると家督を継ぐ。治承4年（1180年）8月の源頼朝の対平家挙兵に際し、頼朝から乳母兄弟にあたる経俊にも加勢を呼びかける使者として安達盛長が派遣されたが、父兄の戦死に懲りたためか、経俊は要請に応じず暴言を吐いたという（『吾妻鏡』7月10日条）。なお三井寺にいた経俊の次兄である刑部房俊秀は、頼朝挙兵に先立って以仁王の挙兵に加わり、南都に落ち延びる道中で討ち死にしている（『平家物語』）。

### 石橋山の戦い
石橋山の戦いでは経俊は平氏方の大庭景親の軍に属して頼朝に矢を放っている。石橋山の戦いでは大勝したものの、その後、景親が降伏すると10月23日に頼朝軍に捕らえられて山内荘を没収され、土肥実平に身柄を預けられた。11月26日、経俊は斬罪に処せられる事が内々に決められたが、母の山内尼が頼朝の許を訪れ、涙ながらに父祖である山内資通入道が源義家に仕え、源為義の乳母父であった事など源氏への奉公を訴え、石橋山で平氏に与した者たちの多くが赦されている中で、どうして経俊が赦されないものかと経俊の助命を求めた。頼朝は尼に対し、経俊の名が記された矢の刺さった、当時自身が着用していた鎧の袖を見せると、尼はそれを見て顔色を変えてさすがにその場は引き下がった。結局、経俊は赦されて頼朝に臣従する（『吾妻鏡』11月26日条）。

### 伊勢・伊賀
元暦元年（1184年）5月、伊勢国において大井実春、波多野盛通らとともに、志田義広との合戦に出陣、義広を討ち取る。志田義広は以前から反乱を起こしながらも取り逃がされていたため、頼朝はこの知らせを大いに喜んだ（『吾妻鏡』5月15日条）。同年7月には、伊賀国において大内惟義らとともに、平家残党の反乱の追討に出陣し勝利を挙げる（8月2日条）。経俊はこの年に伊勢国の守護となり、その後、大内惟義の後を受けて伊賀国の守護も兼ねた。当時、伊勢・伊賀は平家残党が多く潜み反乱が繰り返される地域であった。
元暦2年（1185年）4月、頼朝の怒りを買った無断任官者の1人となり、頼朝からの通達では「官職を好んでも、その役に立たない。何とも無益なことよ」と叱責された。無断任官者への通達には主だった者24人の名が記され、その内の18人に対して個別に叱責が書かれてあった。加えて皆に対して「都での公務に励むがよい、東国への帰国を禁じる」などと書かれてあった（4月15日条）。
文治元年（1185年）10月、頼朝追討の宣旨を受けた源義経の軍勢が、経俊のいる伊勢国守護所を取り囲み陥落の危機にあることを知らせる使者が頼朝のもとに走り参った。これに対して頼朝は「それは確かなことではなかろう。経俊はたやすく謀られるような者ではない」と返答した。果たして経俊は難を脱した（10月23日条）。源義経の家臣・伊勢義盛は義経と別れたあとも伊勢への潜伏を続け、機を見て経俊に襲撃を仕掛けたが、経俊はこれを破った。
その後は、文治5年（1189年）奥州合戦に参戦。建久6年（1195年）頼朝の上洛に供奉。頼朝死後は二代将軍源頼家に仕え、正治元年（1199年）梶原景時の弾劾に参加した。
元久元年（1204年）3月、長らく大きな騒動のなかった伊勢・伊賀で三日平氏の乱が勃発、多勢に無勢の経俊は逃亡した（3月9日条）。その知らせを聞いた鎌倉幕府は平賀朝雅に追討を命じる（3月10日条）。伊勢・伊賀では朝雅と経俊は共同で乱の征伐に励み三日間の戦いを征した（5月6日条）。しかし戦後の論功行賞では、最初に乱を鎮められずに逃亡した責任から経俊は伊勢・伊賀の守護職を解任され、代わりに朝雅に恩賞として両国の守護職が補任された（5月10日条）。翌元久2年（1205年）7月、朝雅は謀叛人となり、北条義時の命により襲撃され、経俊の子・六郎通基によって討ち取られた（閏7月26日条）。その後、経俊は申状を捧げ、乱の当初逃亡したのは増兵目的の戦術であったことや、謀叛人の平賀朝雅を討ったのが息子であったことなどを記して、守護職への復帰を願い出たが許されなかった（9月20日条）。
『吾妻鏡』では建保4年（1216年）7月29日、80歳のときに源実朝に供奉して相模川に赴いた記録が最後である。
嘉禄元年（1225年）6月21日、死去。享年89（『山内首藤氏系図』）。

## 関連作品
テレビドラマ
- 草燃える（1979年、NHK大河ドラマ） - 演：田中明夫
- 鎌倉殿の13人（2022年、NHK大河ドラマ） - 演：山口馬木也